# Phygopoides pradosiae
Phygopoides pradosiae är en skalbaggsart som beskrevs av Peñaherrera och Tavakilian 2003. Phygopoides pradosiae ingår i släktet Phygopoides och familjen långhorningar. Inga underarter finns listade i Catalogue of Life.